# Łyszczyński
Łyszczyński – polski herb szlachecki, odmiana herbu Korczak.

## Opis herbu
Opis zgodnie z klasycznymi regułami blazonowania:
W polu czerwonym nad trzema wrębami srebrnymi kryż kawalerski, pod Korczakiem róg myśliwski, otworem w prawo zwrócony. W koronie pies czarny z czary złotej wygląda, w lewa tarczy obrócony.

## Herbowni
Łyszczyński

### Znani herbowni
- Łyszczyński Stecko, ziemianin litewski 1554.
- Łyszczyński Hieronim, wojownik przeciw Szwedom, elektor 1632 z województwa brzeskolitewskiego, podsędek ziemski brzeski w 1669.
- Łyszczyński Kazimierz, elektor 1674 z województwa brzeskolitewskiego, podsędek ziemski brzeski, filozof, w 1689 został stracony w Warszawie za ateizm.
- Łyszczyński Rudolf Anzelm, pułkownik Izmajłowskiego Pułku Lejbgwardii, generał major wojsk rosyjskich, zm. 1868.
- Łyszczyński Włodzimierz, ochmistrz dworu rosyjskiego, w 1916 został nadany tytułem kniaziowskim w Rosji jako książę Łyszczyński-Trojekurow, zm. 1935.
- Łyszczinski-Trojekurow Lew, rosyjski urzędnik państwowy, pisarz i poeta, publicysta, emigracyjny działacz prawosławny, zm. 1945.